# Horst Wessel
Horst Ludwig Georg Erich Wessel (Bielefeld, 9 ottobre 1907 – Berlino, 23 febbraio 1930) è stato un militare tedesco, membro del Partito Nazionalsocialista Tedesco dei Lavoratori (NSDAP). È noto principalmente per aver composto il testo di una canzone che, poco dopo la sua morte, divenne l'inno del partito, l'Horst-Wessel-Lied. La sua morte violenta contribuì a farne una figura simbolo del partito nazionalsocialista.

## Biografia

### I primi anni e l'adesione alla causa nazista
Nato nel 1907 a Bielefeld da un pastore protestante, Ludwig Wessel, Horst si trasferì poco dopo con la famiglia a Berlino, dove il padre aveva ricevuto l'incarico di dirigere la parrocchia di San Nicola. Durante la prima guerra mondiale il padre servì al fianco del maresciallo Paul von Hindenburg, di cui divenne amico personale, mentre Horst frequentava varie associazioni patriottiche giovanili. Nel 1925 entrò a far parte della sezione berlinese delle Sturmabteilung (SA), iniziò gli studi universitari alla facoltà di diritto e venne ammesso nell'associazione studentesca Corps Normannia Berlin.
La madre, nel frattempo rimasta vedova, non condivideva le idee di Horst, che si trasferì a Vienna nel 1928 per continuare gli studi. L'attenzione che, nel frattempo, aveva suscitato in Joseph Goebbels, gli fece ottenere l'incarico di organizzare la Gioventù hitleriana nella capitale austriaca. Tornato a Berlino, fece rapidamente carriera nelle SA fino al grado di Sturmführer. Con la sua unità organizzava spedizioni propagandistiche nella regione del Brandeburgo. Partecipò a tutti i congressi del NSDAP, alla guida della propria sezione, nonostante il parere contrario della madre, che decise di non pagargli più gli studi. Wessel dovette quindi accettare qualsiasi tipo di lavoro per vivere e continuò la militanza nelle SA. Nel settembre del 1929 si fidanzò con la prostituta ventitreenne Erna Jänicke conosciuta in una taverna nei pressi dell'Alexanderplatz. Diverse fonti riferiscono che da questo momento in poi Wessel iniziò a mantenersi economicamente grazie allo sfruttamento di Jänicke.
Dal primo novembre di quell'anno Jänicke si trasferì nella stanza di Wessel al 62 di Große Frankfurter Straße (oggi Karl-Marx-Allee) di proprietà dell'affittuaria ventinovenne Elisabeth Salm, vedova di un membro del partito comunista. Dopo alcuni mesi avvenne un litigio tra Salm e Wessel per il mancato pagamento dell'affitto; Salm affermò di essere stata minacciata da Wessel, e chiese a Jänicke di abbandonare la stanza dopo aver iniziato a sospettare del suo lavoro da prostituta. Dopo aver ricevuto l'ennesimo rifiuto nel gennaio del 1930, Salm chiese aiuto agli amici ed ex-compagni di partito del marito. In un primo momento questi non erano molto interessati ad aiutarla in quanto lei non era da loro benvista per aver celebrato alla morte del marito un funerale religioso contro le sue volontà, ma quando compresero che Horst Wessel era coinvolto nella disputa decisero di aiutarla e di intervenire per sfrattarlo con la forza. Venne così ingaggiato Albrecht Höhler (detto Ali), un attivista locale del KPD con precedenti di piccola criminalità, in passato anch'egli protettore di prostitute e da poco uscito di prigione.

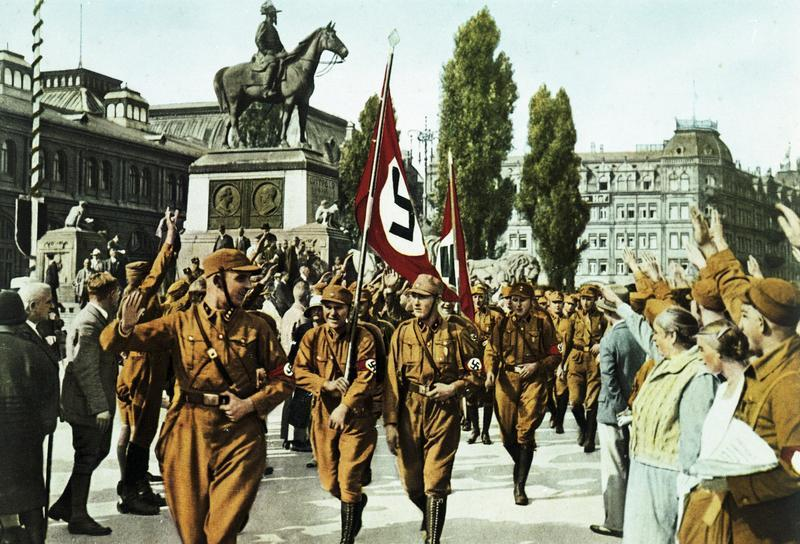
Horst Wessel guida la sua unità SA a Norimberga nel 1929.

### L'omicidio
La sera del 14 gennaio 1930, mentre Wessel stava aspettando la visita di un altro leader delle SA, venne colpito da un colpo di pistola al volto presso la porta del suo appartamento. Successivamente venne detto che Wessel aveva tentato di difendersi con la sua pistola, ma alcuni testimoni affermarono che in realtà non ebbe il tempo di reagire. Immediatamente portato all'Ospedale di Friedrichshain, Wessel ricevette cure mediche e mostrò iniziali segni di miglioramento ricevendo visite della sorella Inge, di Joseph Goebbels e del Principe Augusto Guglielmo di Prussia; morì però di setticemia a causa di un'infezione nosocomiale, il 23 febbraio 1930.
Successivamente alla sua morte fonti nazionalsocialiste e comuniste riportarono ricostruzioni diverse dell'episodio, citando motivazioni politiche quanto strettamente personali. 
Il KPD negò ogni coinvolgimento nell'omicidio, individuando il movente nella precedente lite fra Wessel e la sua padrona di casa, la quale, vedova di un leader comunista locale, dopo il rifiuto di Wessel di abbandonare l'appartamento ed essere stata minacciata, avrebbe chiesto aiuto ai vecchi compagni del marito per aver ragione dell'affittuario. Secondo un'altra versione l'assassino di Wessel fu di tipo passionale; un'ulteriore versione infine attribuì l'omicidio a una vendetta per l'uccisione del diciassettenne comunista Camillo Ross da parte del partito nazionalsocialista, avvenuta nei giorni precedenti. Venne riportato inoltre da media non nazisti e non comunisti che Jänicke conoscesse già Höhler prima dell'omicidio, in quanto Wessel la sfruttò per conoscere l'identità dei suoi clienti e capire quali fossero comunisti. Attivisti comunisti affermarono che Höhler fosse stato protettore di Jänicke prima di passare a Wessel e che questo avrebbe potuto essere il motivo dell'omicidio. Jänicke negò di essere mai stata una spia per conto di Wessel e disse che Höhler era solo una "conoscenza della strada".
Il 17 gennaio Albrecht Höhler, Salli Eppestein ed Else Coehn, furono riconosciuti ufficialmente colpevoli del delitto. Höhler fu condannato a sei anni di prigione, per poi venire ucciso tramite un'esecuzione sommaria da uomini delle SA all'avvento del regime nazista, nel 1933; gli altri due furono condannati a tre anni di reclusione.

### Il funerale
L'assassinio di Horst Wessel provocò una reazione a livello nazionale del NSDAP, Goebbels ne approfittò per strumentalizzare l'accaduto e trasformare il morto in un martire per la causa nazionalsocialista come già avvenuto per Albert Leo Schlageter, membro dei Freikorps e sabotatore, e per i sedici attivisti nazisti morti durante il tentato Putsch di Monaco.
Allo stesso modo Goebbels vide nell'attacco a Wessel un'occasione di propaganda e progettò grandiosi funerali con discorsi politici e processioni delle SA per mostrare la disciplina del partito nelle grandi manifestazioni, ma non riuscì a ottenere dalla polizia i permessi necessari nemmeno dopo essersi rivolto direttamente al presidente Paul von Hindenburg.
Wessel venne sepolto nel quartiere berlinese Prenzlauer Berg, nel cimitero di Santa Maria e San Nicola, il 1º marzo 1930. Al contrario da come riportato dai resoconti nazionalsocialisti non ci furono grandi disordini né attacchi al suo funerale, evento che Goebbels affermò vide la partecipazione di almeno 30.000 persone. Mentre il feretro attraversava provocatoriamente Bülowplatz (ora Rosa-Luxemburg-Platz), sede del KPD, alcuni militanti comunisti cantarono L'Internazionale in sottofondo alla processione. Oltre a occasionali lanci di sassi, canzoni e slogan, non vi furono i grandi scontri riportati da Goebbels. Sulle mura del cimitero venne ritrovata la scritta "A Wessel il pappone, un ultimo Heil Hitler!".
Tra i partecipanti, oltre a Goebbels che pronunciò un discorso, si contarono anche Franz Pfeffer von Salomon, Hermann Göring e il principe Augusto Guglielmo di Prussia. Prima dell'evento Goebbels e Göring discussero della possibilità della partecipazione di Adolf Hitler: ma il giorno del funerale Goebbels annotò sul suo diario del rifiuto via telefono di Hitler a partecipare nonostante le sue insistenze; Goebbels diede la colpa a Rudolf Hess per l'assenza del Führer, ma in realtà la mancata partecipazione di Hitler fu per volontà di Göring, in quanto questi credeva che nella "rossa Berlino" il pericolo di disordini sarebbe stato troppo grande.

## La memoria

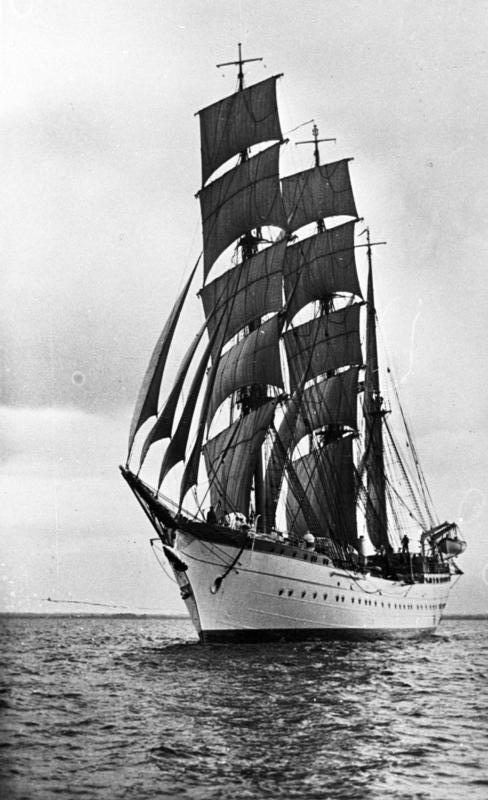
Nave scuola Horst Wessel (Kriegsmarine), attualmente USCGC Eagle

Dopo la cerimonia funebre, la tomba della famiglia Wessel fu modificata, e servì da supporto a un monumento in bronzo che rappresentava una bandiera issata.
Questa simboleggiava la canzone Die Fahne hoch (In alto la bandiera), scritta da Horst stesso e pubblicata il 29 settembre 1929 sul giornale di Goebbels, Der Angriff (L'attacco), e ricordava i nazionalsocialisti caduti sotto gli spari del "Fronte Rosso" e della "Reazione". La tomba di Horst Wessel diventò luogo di visita per ogni militante di passaggio a Berlino, allo stesso modo della Feldherrnhalle di Monaco.
Tra il 1932 e il 1933 il partito ingaggiò lo scrittore Hanns Heinz Ewers per scrivere una biografia romanzata di Wessel e finanziò un film basato su di essa: Uno dei tanti (Hans Westmar: Hans Westmar. Einer von vielen. Ein deutsches Schicksal aus dem Jahre 1929, letteralmente Hans Westmar. Uno dei tanti. Un destino tedesco dall'anno 1929). Hans Westmar è l'ultimo di tre film di una trilogia cinematografica realizzata dal partito per celebrare in maniera idealizzata la presa del potere del nazionalsocialismo costituita insieme a S.A.-Mann Brand e Hitlerjungen Quex dello stesso anno. Paradossalmente il film (insieme al romanzo di Ewers) rappresentò la prima opera d'arte bandita dal regime nazista al potere: il film venne originariamente intitolato Horst Wessel. Ein deutsches Schicksal (Horst Wessel. Un destino tedesco) e uscì nell'ottobre del 1933 ma venne fatto sequestrare dopo pochi giorni da Goebbels per il realismo dei contenuti e delle vicende raccontate, in quanto rappresentava episodi di violenza causati dal partito nazionalsocialista e il ruolo di protettore di prostitute di Wessel, inoltre il regime non apprezzò i toni simpatizzanti per il cristianesimo dell'opera. Il film venne di nuovo proiettato solo dopo che ne venne realizzata una nuova versione con alcune scene rimosse e il nome del protagonista modificato per non essere esplicitamente ricollegabile a Horst Wessel.
Goebbels tuttavia continuò a utilizzare il "martirio" di Horst Wessel come propaganda per quasi tutta la durata del regime nazista. Nel 1934 durante il raduno di Norimberga, i membri della Gioventù hitleriana cantarono una canzone anticristiana contenente il verso «Nicht Christus folgen, sondern Horst Wessel!» («Non seguiamo Cristo ma Horst Wessel!»). Il nome di Wessel venne utilizzato frequentemente a supportare le iniziative del regime e rafforzare il morale degli aderenti, soprattutto durante la guerra: per esempio un articolo scritto durante il conflitto e pubblicato sul giornale nazionalsocialista Völkischer Beobachter definì Wessel «L'eroe della Rivoluzione Bruna» e parlò della sua morte come di un «sacrificio che infiammò i milioni che seguirono» e si riferì a Wessel come «la forza che guida la battaglia delle forze armate e la patria del Grande Reich».
Al nome di Horst Wessel furono dedicate numerose strade in tutto il Paese: a Berlino la Bülowplatz venne rinominata Horst-Wessel-Platz (oggi Rosa-Luxemburg-Platz), così come la corrispondente stazione della U-Bahn; il quartiere Friedrichshain di Berlino fu rinominato Horst-Wessel-Stadt, nome che conservò fino al 1945. Gli furono intitolati anche l'ospedale dove morì (nei pressi dell'attuale Volkspark Friedrichshain), e alcune unità militari: nel 1944 presero il suo nome una divisione di Waffen-SS, la 18ª SS Freiwilligen Panzergrenadier, impegnata in combattimento sul fronte orientale, e uno stormo di caccia pesanti della Luftwaffe, il 26º Zerstörer-Geschwader. Una nave scuola della Classe Gorch Fock che portava il suo nome è attualmente in servizio per la guardia costiera degli Stati Uniti sotto il nome di USCGC Eagle.
L'anniversario della sua morte divenne uno degli appuntamenti ufficiali più importanti del Nazionalsocialismo. Il 2 e il 3 maggio 1945 il cimitero fu teatro dell'ultima resistenza nazista (insieme al bunker della Cancelleria, il Tiergarten e lo Stadio Olimpico di Berlino) contro le truppe dell'Armata Rossa.
Alcuni membri della Hitlerjugend si fecero sterminare sulla tomba di Horst Wessel per non abbandonare le sue spoglie al nemico.
I soldati dell'Armata Rossa livellarono il cimitero, dove già riposavano Horst e Ludwig Wessel, nel 1945 su ordine delle forze di occupazione sovietiche, ma lasciarono la parte della pietra con l'iscrizione del padre.
Il sito è stato oggetto di pellegrinaggi individuali o, al più tardi dal 1997, collettivi, da parte di estremisti di destra. Nel 2000 un gruppo di neonazisti volle tenere una dimostrazione e una cerimonia di deposizione di ghirlande con 500 partecipanti al cimitero, in occasione del 70º anniversario della morte di Horst Wessel, ma l'evento venne proibito dalla polizia. Nel 2002 un gruppo definitosi "becchini autonomi" avrebbe dissotterrato il cranio di Horst Wessel e lo avrebbe gettato nella Sprea. Secondo la polizia, però, all'epoca furono eseguiti solo scavi superficiali; mettendo in dubbio che sia stato effettivamente dissotterrato un teschio. Nel settembre 2003, ignoti hanno rovesciato la lapide e nel giugno 2013 la direzione del cimitero ha fatto rimuovere i resti di quello che rimaneva di essa.